# 게오르기 예고로프
게오르기 미하일로비치 예고로프(러시아어: Гео́ргий Миха́йлович Его́ров: 1918년 10월 30일 – 2008년 2월 9일)는 소련의 해군 군인이다. 최종계급은 함대사령관(4성장군)이고 소비에트 연방영웅 등을 수훈했다.